# Georg Jarno
Georg Jarno (* 3. Juni 1868 in Ofen, Österreich-Ungarn; † 25. Mai 1920 in Breslau; eigentlich György Cohner) war ein ungarischer Komponist und Kapellmeister, der vor allem mit seinen Operetten erfolgreich war.

## Leben
Nach dem Abitur studierte Georg Jarno Musik in seiner Heimatstadt. Danach verschlug es ihn an verschiedene Opernhäuser in Deutschland. Besonders prägend war für ihn sein Aufenthalt in Breslau, wo am 12. Mai 1895 seine erste Oper Die schwarze Kaschka uraufgeführt wurde. Weil sie beim Publikum gut ankam, legte er 1899 eine zweite Oper nach, Der Richter von Zalamea. Die nächste Station seines Schaffens war Hamburg. Dort kam 1903 seine Kleist-Oper Der zerbrochene Krug heraus. Weil sie ihm nicht den erhofften Erfolg brachte, überarbeitete er sie später zum Johanniszauber.
1907 folgte Georg Jarno einer Einladung seines zwei Jahre älteren Bruders Josef Jarno nach Wien. Dieser war 1899 Direktor des Theaters in der Josefstadt geworden und inzwischen mit der Wiener Soubrette Johanna Niese verheiratet. Für sie suchte er einen Komponisten, der ihr die Hauptrolle in einer Operette auf den Leib schreiben konnte. Zusammen mit dem Schauspieler und Journalisten Bernhard Buchbinder, der sich nebenher auch als Librettist betätigte, schrieb Jarno Die Försterchristel. Am 17. Dezember 1907 erlebte das Werk seine Uraufführung im Theater in der Josefstadt. Sie geriet – nicht nur für Jarno, sondern auch für seine Schwägerin, die damit ihren Durchbruch schaffte –  zu einem triumphalen Erfolg. Jarno war es nun vergönnt, als freischaffender Komponist leben zu können. Fortan war Bernhard Buchbinder sein Hauptlibrettist. 
Einen Achtungserfolg hatte Jarno noch mit seiner 1910 uraufgeführten Operette Das Musikantenmädel. Heutzutage wird von seinen Werken nur noch hin und wieder an Stadttheatern Die Försterchristel aufgeführt. Seine anderen Werke sind heute vergessen.
Gegen Ende seines Lebens zog es Jarno wieder nach Breslau zurück, wo einst seine kompositorische Laufbahn begonnen hatte. Dort starb er am 25. Mai 1920 kurz vor der Vollendung seines 52. Lebensjahres.

## Werke

### Opern
- Die schwarze Kaschka, Oper in vier Akten, Libretto: Viktor Blüthgen, Uraufführung 1895 in Breslau
- Der Richter von Zalamea, Oper in vier Akten, Libretto: Viktor Blüthgen nach Calderón de la Barca, Uraufführung 1899 in Breslau
- Der zerbrochene Krug, Komische Oper in drei Akten, Libretto: Heinrich Lee nach dem gleichnamigen Lustspiel von Heinrich von Kleist, Uraufführung 1903 in Hamburg
- Johanniszauber, Komische Oper in drei Akten (Neubearbeitung der Oper Der zerbrochene Krug), Uraufführung 1911 in Hamburg

### Operetten
- Der Goldfisch, Libretto: Richard Jäger, Uraufführung 1907 in Breslau
- Die Försterchristl, Libretto: Bernhard Buchbinder, Uraufführung am 17. Dezember 1907 am Theater in der Josefstadt in Wien
- Das Musikantenmädel, Libretto: Bernhard Buchbinder, Uraufführung 1910 am Theater in der Josefstadt in Wien,
- Die Marine-Gustl, Libretto: Bernhard Buchbinder, Uraufführung 1912 in Wien
- Das Farmermädchen, Libretto: Georg Okonkowski, Uraufführung 1913 in Berlin
- Mein Annerl, Libretto: Fritz Grünbaum und Wilhelm Sterk, Uraufführung 1916 in Wien
- Jungfer Sonnenschein, Libretto: Bernhard Buchbinder, Uraufführung 1918 in Hamburg
- Die Csikosbaroness, Libretto: Fritz Grünbaum, Uraufführung 1919 in Hamburg

## Fußnote
1. ↑   und nicht – wie verschiedentlich zu lesen ist – am 20. Mai 1920 in Wien

| Personendaten    | Personendaten                    |
| ---------------- | -------------------------------- |
| NAME             | Jarno, Georg                     |
| ALTERNATIVNAMEN  | Cohner, György (wirklicher Name) |
| KURZBESCHREIBUNG | ungarischer Komponist            |
| GEBURTSDATUM     | 3. Juni 1868                     |
| GEBURTSORT       | Ofen, Ungarn                     |
| STERBEDATUM      | 25. Mai 1920                     |
| STERBEORT        | Breslau                          |